# Papilio bachus
Papilio bachus là một loài bướm thuộc họ Papilionidae. Nó được tìm thấy ở Nam Mỹ, bao gồm Venezuela, Colombia, Ecuador, Peru, và Bolivia.
Một vài tác giả xem nó là phụ loài của Papilio zagreus.
Sải cánh dài 110–130 mm.

## Phụ loài
Có 2 phụ loài:
- Papilio bachus belsazar Niepelt, 1908
- Papilio bachus chrysomelus Rothschild & Jordan, 1906

## Hình ảnh

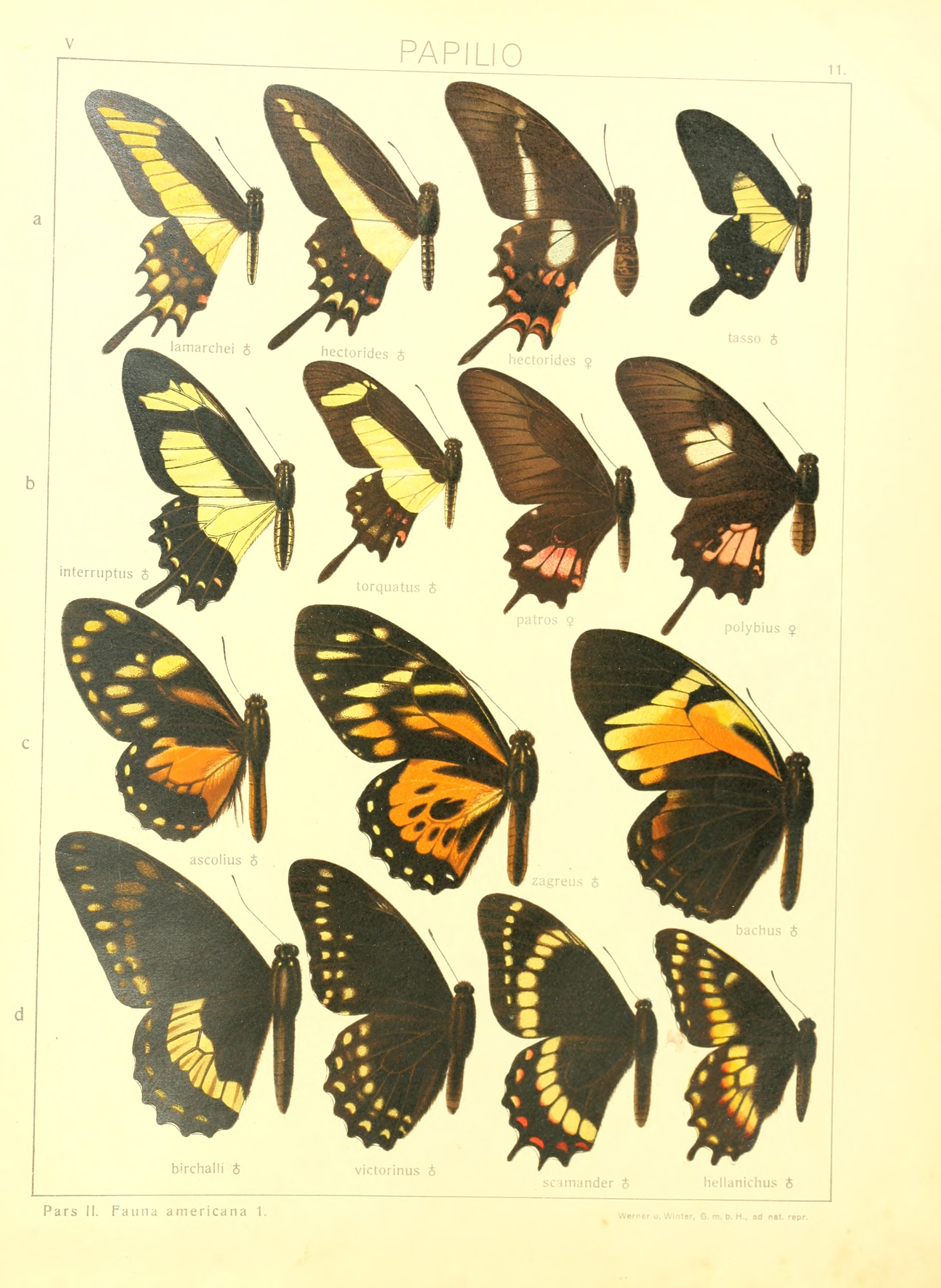
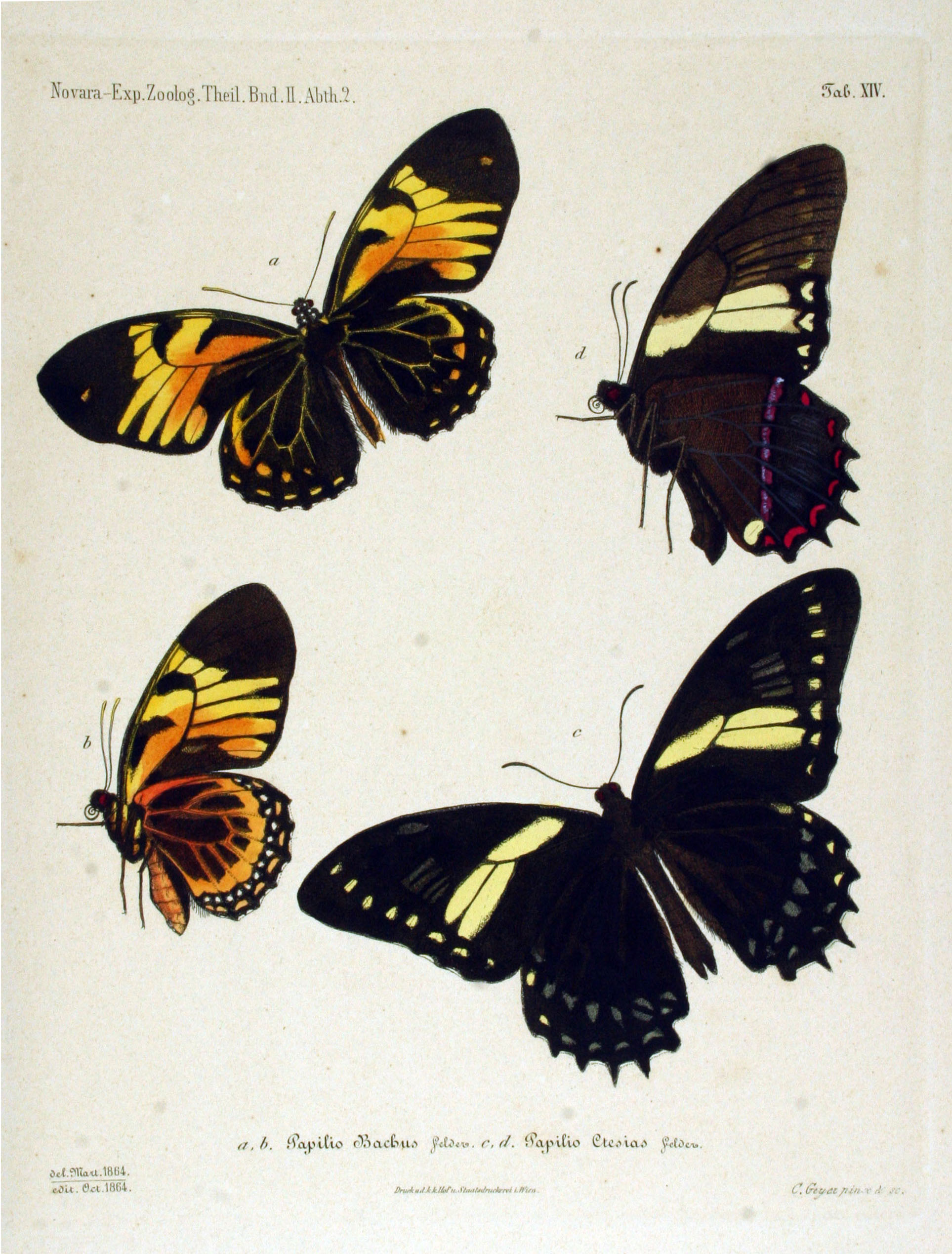